# Листербот (Сумпосад)
Листербот (мореходная лодка) (от англ. Lister boat) — музейное судно, памятник истории в селе Сумпосад Беломорского района Республики Карелия.
Находится в центре Сумпосада, на острове на реке Сума.
Размеры листербота: длина – 9,91 м, ширина по миделю – 3,57 м, высота – 1,20 м.
Снаружи покрашен в розовый цвет.

## История
Был подарен великим князем Алексеем Александровичем в память его визита в июле 1870 г. в Сумский посад.
Судно было построено в мастерских Санкт-Петербургского речного яхт-клуба и представляло собой листербот - мореходное парусно-гребное судно лодочного типа, характерное для мореходов юго-западного побережье Норвегии (тип судна назван по мысу Листер).
Лодка была доставлена в Сумский Посад по морю шкипером Павлом Степановичем Смирновым в 1872 г.
В 1875 г. листербот был передан Гавриле Афанасьевичу Ерёмину, кандидату в сумские бургомистры, для использования для перевозки богомольцев в Соловецкий монастырь, однако использовался ли он для этого, неизвестно.
Листербот изображён на гербе и флаге Сумпосада, принятом в 2019 г..

## Сохранение
Постановлением Совета Министров Карельской АССР №199 от 21 апреля 1971 г. признан памятником истории.
В сентябре 1980 г. по приглашению министерства культуры Карельской АССР архитекторами «Спецпроектреставрации» были проведены натурные исследования и обмер лодки, составлен «Проект реставрации карбаса – мореходной лодки из с. Сумский Посад Беломорского района Карельской АССР», который был утвержден 30 декабря 1982 г. Были составлены акт технического состояния и чертежи подлежащих восстановлению элементов лодки. Однако работы по реставрации листербота проведены не были.
В 2011 году установлен предохранительный навес над листерботом.
В 2016 г. около листербота установлена табличка с краткой информацией и QR-кодом.
В 2017 г. после обращения Центра поморской культуры города Беломорска Музей берегового наследия Норвегии высказал готовность принять участие в реставрации уникального судна в рамках российско-норвежского проекта «Дружба без границ».